# Ip Man (film)
Az Ip Man - A becsület útján (eredeti cím: Ip Man) 2008-ban bemutatott hongkongi harcművészeti film. Főszereplő Donnie Yen. A film a kínai harcművész, Jíp Man (Yip Man) életének egy szakaszát mutatja be. A filmet Wilson Yip rendezte, az akciókoreográfiát Sammo Hung és Tony Leung Siu-hung tervezte. Az alkotás elnyerte a Hong Kong Film Awards legjobb filmnek és legjobb harckoreográfiának járó díját.

## Cselekménye
A történet Jíp Man (Yip Man) életének egy szakaszát mutatja be, Kína második világháború alatti japán megszállása előtt és alatt. Ip Man felnőtt férfiként, családapaként látható, aki feleségével és kisfiával él Fosan (Foshan) városában. Mestere a Wing Chun harcművészetnek, nagy tiszteletnek örvend a városban. Csak a harcművészettel foglalkozik, elhanyagolja a családját, ami miatt felesége neheztel rá. A mesternek szembe kell néznie egy csoport déli harcossal, akik sorban legyőzik a város összes mesterét, Jíp (Yip) azonban megleckézteti a vezetőjüket.
Néhány évvel később a japánok elfoglalják a várost, a háború előtt jólétben élő Ip család is elszegényedik, mindenüket zálogba adják, hogy ételt vehessenek. Jíp Man (Yip Man), akinek sohasem kellett korábban dolgoznia, egy széntelepen kap munkát. A férfi a kemény munka során döbben rá, hogy tulajdonképpen semmihez sem ért, és úgy véli, harcművészete haszontalan tudomány az ínséges időkben. Felesége tartja benne a lelket. Az éhezés mellett Jíp (Yip)nek meg kell védenie barátja textilgyárát, amit egy csoport bandita fenyeget. Barátja hatására a korábban tanítványokat nem vállaló Jíp (Yip) elkezdi tanítani a gyár munkásait az önvédelemre. Közben a japán tisztek azzal szórakoznak, hogy kínai harcosokat vernek halomra. Azzal csábítják őket a ringbe, hogy aki győzni tud japán ellenfele ellen, az kap egy kis zsák rizst. Jíp (Yip) egyik barátját kegyetlenül kivégzik a japánok az egyik mérkőzésen, így Jíp (Yip) elhatározza, hogy ő is kiáll. Tíz japán harcost győz le egyszerre, majd távozik. A japánok kerestetni kezdik, mert a karatemester ezredesük meg akar mérkőzni Jíp (Yip)pel. Végül amikor a japánok a textilgyár munkásait kezdik sanyargatni, hogy kiszedjék belőlük Jíp (Yip) tartózkodási helyét, a harcművész megadja magát a japánoknak. A harc előtt az ezredes beosztottja figyelmezteti Jíp (Yip)et, hogy ha győzni merészel, le fogja lőni. Jíp (Yip) legyőzi ellenfelét, mire a japán tiszt vállon lövi. Családja és textilgyáros barátja segítségével egy teherautón, sebesülten, Hongkongba menekül.
A történet végén feltűnő feliratok szerint Jíp Man (Yip Man) túléli a lövést és idős kort ér meg.

## Előzmények és forgatás
A filmet már 1998-ban is el akarta készíteni Jeffrey Lau és Corey Yuen, Donnie Yennel és Stephen Chow-val a főszerepben. A filmet elvállaló stúdió azonban időközben megszűnt, így a projekt nem valósult meg.
Az Ip Man forgatókönyvét végül tíz évvel később Edmond Wong, Raymond Wong producer fia írta meg. Jíp Man (Yip Man) legidősebb fia, Jíp Cön (Ip Chun), tanítványa Leo Au Yeung, voltak a harcművészeti tanácsadók. A szereplőválogatásért felelős Csang Jen-pin (Zhang Yan-bin) három hónapot töltött a megfelelő színészek kiválasztásával, 2008 márciusára végzett. A filmet 2008 márciusától augusztusig forgatták. A filmet Fosan (Foshan) helyett Sanghajban forgatták, mert a fosani (foshani) városkép ma már jelentősen eltér a film történetének időszakáétól. A filmben szereplő pamutgyárat a filmesek kénytelenek voltak egy elhagyatott sanghaji raktárban berendezni, mert nem találtak megfelelő valódi színhelyt.
Donnie Yen élete legnehezebb szerepének tartja az Ip Mant. Hónapokig készült a szerepre, diétával, mely során naponta csak egyszer evett, illetve Wing Chun-edzésekkel. Jíp Man (Yip Man) két fiával is sok időt töltött, akik édesapjuk személyiségéről meséltek neki. Yen a forgatások szüneteiben sem lépett ki karakteréből. A forgatás során Yen többször is megsérült, nem tudta mozgatni a vállát, emiatt masszőrt alkalmaztak, illetve az egyik jelenet során egy baltával felsértették a bőrt a bal szeme mellett.

## Fogadtatás
A film 2008 nyolcadik legsikeresebb filmje volt bevétel szempontjából Hongkongban, összesen 21 888 598 dollárt jövedelmezett annak ellenére, hogy sem az Egyesült Államokban, sem Európában nem mutatták be.
A Film4 rávilágított arra, hogy az Ip Man lényeges pontokon eltér a történelmi hűségtől, például Jíp Man (Yip Man) családját sosem kényszerítette szegénységbe a háború, és a harcművész soha nem dolgozott szénlapátolóként. Rendőrként dolgozott, a háború után pedig azért kellett elhagynia szülővárosát, mert a kommunisták nem nézték jó szemmel vagyonát és politikai nézeteit. Bár valóban megtagadta, hogy japán katonáknak tanítson kínai harcművészeteket, soha nem mérkőzött meg japán tisztekkel.

## Fordítás
- Ez a szócikk részben vagy egészben  az   Ip Man (film) című angol Wikipédia-szócikk ezen változatának fordításán alapul.  Az eredeti cikk szerkesztőit annak laptörténete sorolja fel. Ez a jelzés csupán a megfogalmazás eredetét és a szerzői jogokat jelzi, nem szolgál a cikkben szereplő információk forrásmegjelöléseként.